# Vol US-Bangla Airlines 211
Le 12 mars 2018, un Bombardier Dash 8 Q400 effectuant le vol US-Bangla Airlines 211 entre Dacca, au Bangladesh et Katmandou, au Népal, s'écrase à l'atterrissage, tuant 51 des 71 personnes à bord. L'avion prend feu après l'accident, et les 20 passagers survivants sont grièvement blessés par l'impact et l'incendie. Il s'agit de la catastrophe aérienne la plus meurtrière impliquant une compagnie aérienne bangladaise et du crash le plus meurtrier impliquant le Bombardier Dash 8 Q400.
Une commission nommée par le Gouvernement népalais enquête et publie un rapport concluant que la cause probable de l'écrasement est la perte de repères des pilotes et une perte de conscience de la situation de la part de l'équipage dans le cockpit, surtout du fait de graves négligences du commandant de bord qui fumait dans le cockpit tout en discutant de ses problèmes amoureux et de sa situation professionnelle pendant tout le vol, allant même jusqu'à pleurer, alors que la jeune copilote effectuait son premier vol vers Katmandou. 
Le rapport final est critiqué par la compagnie aérienne et par le représentant du Bangladesh auprès de la commission, qui estiment que les contrôleurs aériens de l'aéroport international Tribhuvan à Katmandou n'ont pas fait leur travail correctement et auraient pu éviter l'accident.

## Avion

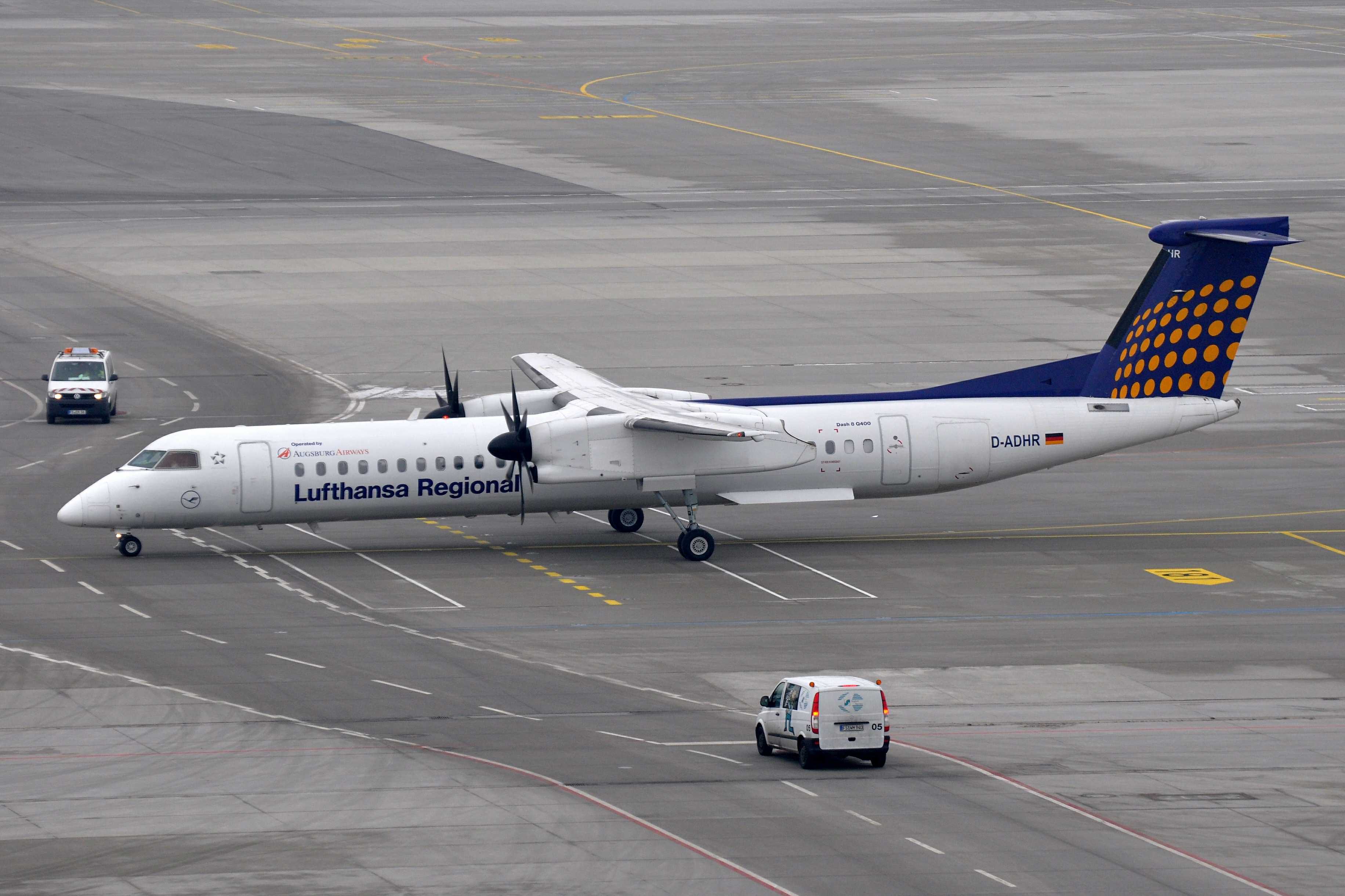
L'appareil impliqué dans l'accident, alors qu'il opérait chez Augsburg Airways (pour le compte de Lufthansa Regional), photographié en janvier 2013.

L'avion impliqué est un Bombardier Dash 8 Q400, configuré avec une capacité de 76 passagers et immatriculé S2-AGU,,. Il est livré pour la première fois à Scandinavian Airlines en 2001, et utilisé par trois autres compagnies aériennes avant d'être acheté par US-Bangla Airlines en 2014,. 
Au moment de l'accident, ce bi-turbopropulseurs, alors âgé de 17 ans, a effectué un total de 21 419 heures de vol. Le rapport de maintenance indique que son entretien était à jour .
Il a déjà été impliqué dans un incident mineur en 2015, lorsqu'il a dérapé hors de la piste de l'aérodrome de Saidpur, causant des dommages mineurs aux roues principales droites.

## Déroulement du vol

### Approche
L'avion, sous le numéro de vol BS-211, décolle de l'aéroport international Shah Jalal à Dacca, au Bangladesh, à 6 h 51 UTC (12 h 51 BST, heure normale du Bangladesh) à destination de l'aéroport international Tribhuvan à Katmandou, au Népal. Il s'agit d'un vol régulier qui opère quatre fois par semaine entre les deux villes.
À 8 h 10 UTC, la copilote contacte l'approche de l'aéroport de Katmandou, qui lui demande de descendre à 13 500 pieds (4 115 mètres) et d'entrer dans un circuit d'attente avant de commencer l'approche finale vers l'aéroport. De longs retards d'approche sont courants à Katmandou, en raison du manque de capacité et du volume élevé du trafic entrant et sortant de l'aéroport, de sorte que l'instruction d'entrer dans un circuit d'attente n'est pas inhabituelle. Comme ils sont légèrement en avance sur l'horaire prévu, les pilotes s'attendent à ce que le retard dure plusieurs minutes. Ils discutent donc des éléments de navigation du circuit d'attente et configurent le système de gestion de vol pour l'attente. Avant que l'avion n'arrive au point d'attente, le contrôleur aérien autorise le vol à descendre et à se diriger directement vers l'approche de la piste 02. À ce moment-là, les pilotes ne reconfigurent pas le système de gestion de vol pour l'approche, de sorte que lorsque l'avion arrive au point de navigation suivant, le pilote automatique entame un virage à gauche tel qu'il a été configuré pour le circuit d'attente. Les pilotes se rendent compte que l'avion s'éloigne de la trajectoire prévue et corrigent rapidement le cap de l'avion selon une trajectoire qui intercepte l'approche correcte. Ils  sélectionnent manuellement un taux de descente. Ces entrées manuelles désengagent le système de gestion de vol qui contrôle automatiquement le cap et le taux de descente.

### Atterrissage

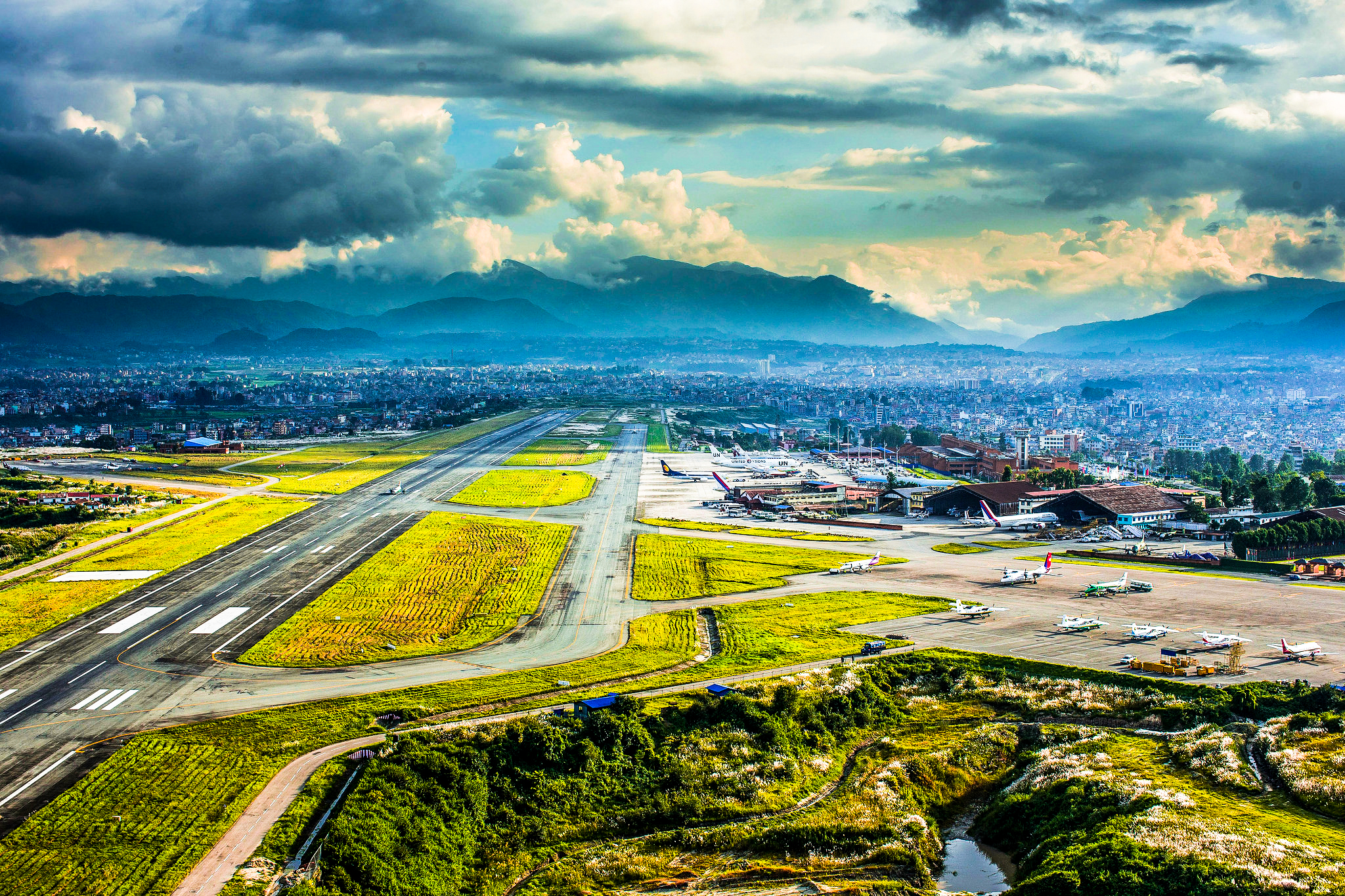
Vue aérienne de l'aéroport International Tribhuvan (TIA), Katmandou, Népal.

L'équipage exécute la check-list d'atterrissage, le pilote déclarant à tort que le train d'atterrissage est descendu et verrouillé. Comme le système de gestion de vol est désengagé, les pilotes doivent ajuster manuellement le taux de descente de l'avion sans  parvenir à sélectionner un taux qui maintient l'avion à son altitude prévue tout au long de la descente. La copilote répète à plusieurs reprises que l'avion se trouve 500 à 600 pieds (150 à 180 mètres) trop haut par rapport à l'altitude d'approche prévue. Pendant ce temps, une alarme de train d'atterrissage retentit à plusieurs reprises dans le cockpit ; cette dernière est ignorée par les pilotes. Avec leur attention accaparée par l'effort d'ajustement de la bonne altitude et distrait par les avertissements sonores, l'équipage ne remarque pas que l'avion est toujours hors de sa trajectoire et, à ce moment, vole vers la droite de la trajectoire idéale d'approche, descendant à des taux aussi élevés que 1 700 pieds par minute (520 mètres par minute). Des avertissements sonores de « minimum » (altitude de décision), « taux de descente » (« Sink Rate »), « terrain » et « trop bas, train d'atterrissage » (« Too Low-Gear ») retentissent, ajoutant à la confusion,. La copilote remarque enfin que le train d'atterrissage n'est pas descendu et l'abaisse, trop tard. À ce moment-là, l'avion a déjà franchi le seuil de piste ce qu'aucun des pilotes n'a remarqué. 
La tour de contrôle contacte les pilotes et les informe qu'ils sont autorisés à atterrir sur la piste 02, alors qu'ils se dirigent vers la piste 20, à l'autre extrémité, et leur demande de préciser leurs intentions. Ne sachant toujours pas que l'avion a déjà dépassé la piste, le pilote répond qu'il a l'intention d'atterrir sur la piste 02. Voyant le relief s'approcher devant eux, les pilotes effectuent un virage serré à droite, au cours duquel l'avion descend jusqu'à 175 pieds (53 mètres) au-dessus du sol avec des angles d'inclinaison allant jusqu'à 35 à 40 degrés. Cela déclenche des alertes supplémentaires et des alarmes de « redressez » (« Pull-Up »), « terrain » et « inclinaison » (« Bank Angle ») dans le cockpit,. Après avoir volé vers l'ouest sans repérer la piste, le commandant de bord admet calmement au copilote qu'il a commis une erreur et les a distrait en lui parlant. Il effectue un autre virage serré à droite, avec des angles d'inclinaison aussi élevés que 45 degrés et un taux de descente de plus de 2 000 pieds par minute (610 mètres par minute),.
Alors que les contrôleurs aériens à la radio persistent à clarifier la piste vers laquelle l'avion se dirige, la copilote repère la piste 20 à la droite de l'avion, à environ deux milles nautiques (3,7 kilomètres). Le pilote effectue un virage serré et brusque vers l'ouest pour tenter de revenir dans l'approche de la piste. L'avion survole l'extrémité de la piste 20 à un cap de 255 degrés, à 450 pieds (140 mètres) au-dessus du sol, et tournant à gauche avec un angle d'inclinaison de 40 degrés. Alarmé par les actions de l'avion, le contrôleur aérien annule à la hâte l'autorisation d'atterrissage du vol, en criant par erreur « autorisation de décollage annulée ». L'avion survole le terminal passager de l'aéroport à moins de 50 pieds (15 mètres) au-dessus du toit, et les contrôleurs de la tour se baissent par peur,. L'avion effectue un nouveau virage serré pour tenter de s'aligner avec la piste, avant de se poser à 1 700 mètres du seuil avec son train d'atterrissage principal droit. L'avion dérape hors de la piste, glisse sur 300 mètres, s'écrase contre une clôture en bordure de l'aéroport, s'immobilise sur un terrain de football et prend feu,,,.

## Victimes

### Passagers
L'avion transportait 65 passagers adultes, deux enfants et quatre membres d'équipage, pour un total de 71 personnes à bord. Parmi les passagers, 33 venaient du Népal, 32 du Bangladesh, un de Chine et un des Maldives,. Tout l'équipage était du Bangladesh. Il y a 51 passagers et membres d'équipage tués dans l'accident : 22 du Népal, 28 du Bangladesh et un de Chine. La plupart des Népalais tués dans l'accident étaient des étudiants en médecine qui rentraient chez eux pendant les vacances scolaires. Vingt passagers ont survécu avec des blessures graves,.

### Membres d'équipage
Le commandant de bord du vol est Abid Sultan, 52 ans, un ancien pilote de l'armée de l'air du Bangladesh,. Il possède vingt-deux ans d'expérience de vol, avec plus de 5 500 heures dont 1 793 heures d'expérience de vol sur Bombardier Q400. Il travaille pour US-Bangla depuis 2015 et est également instructeur pour la compagnie aérienne,. Il a de l'expérience avec le vol à destination de Katmandou, l'ayant effectué plus de cent fois. Il a démissionné de la compagnie aérienne avant le vol ; dans le cadre du code de conduite de la compagnie aérienne, il est tenu de travailler jusqu'à ce qu'il ait été libéré. Il a subi de multiples traumatismes contondants à la tête et à la poitrine, survivant initialement à l'accident, il meurt des suites de ses blessures le lendemain,,. 
L'officier pilote de ligne est Prithula Rashid, 25 ans, la première femme pilote de la compagnie aérienne. Elle rejoint la compagnie aérienne en juillet 2016 et cumule 390 heures d'expérience de vol dont 240 heures sur Q400. C'était la première fois qu'elle volait à Katmandou. Elle est morte des suites de ses blessures, décrites comme des blessures contondantes à la tête,,.
Les deux membres de l'équipage cabine, Khwaza Hossain Mohammad Shafi et Shamim Akter, sont morts après l'accident.

## Conséquences
L'avion est englouti par les flammes quelques secondes après le toucher des roues, et le personnel de l'aéroport dépêche immédiatement du matériel d'urgence,. Les camions de pompiers sont arrivés dans les deux minutes et ils ont dû éteindre un feu d'herbe sur leur passage avant de pouvoir atteindre l'avion. L'incendie de l'avion accidenté a mis quinze minutes à s'éteindre. L'aéroport a été fermé pendant trois heures après l'accident et les vols entrants ont été déroutés vers d'autres aéroports,. En mars 2019, un an après l'accident, l'épave de l'avion se trouve toujours à côté de la piste de l'aéroport.
Vingt-deux passagers ont survécu à l'impact et à l'incendie qui a suivi et ils ont été envoyés dans des hôpitaux locaux,,. Deux de ces survivants sont décédés plus tard des suites de leurs blessures. Les chances de survie étaient les plus élevées du côté droit ou près de l'avant de l'avion, car les passagers du côté gauche ont majoritairement été directement tués par les forces d'impact, mais la propagation rapide du feu après l'accident a limité les options de sortie pour les passagers qui ont survécu au premier impact,. De nombreuses victimes de l'accident ont été brûlées au-delà de toute reconnaissance et ont nécessité des tests ADN pour l'identification.
Dans les jours suivants, le Premier ministre népalais Khadga Prasad Oli se rend sur le site de l'accident et annonce qu'une enquête sur la cause de l'accident est en cours. Imran Asif, directeur général d'US-Bangla Airlines, déclare à des journalistes que la première conclusion de l'entreprise est que l'accident a été causé par le fait que les contrôleurs aériens à l'aéroport ont induit les pilotes en erreur, les obligeant à tenter d'atterrir sur la mauvaise piste,,. Il déclare également qu'il doute qu'il y ait eu une quelconque négligence de la part des pilotes. Un porte-parole de la compagnie aérienne a insisté pour que les gouvernements du Bangladesh et du Népal coopèrent afin de « lancer une enquête équitable et de trouver la raison de l'accident »,. En réponse aux premiers rapports, la compagnie aérienne a nié que le vol était le premier de la copilote à destination de Katmandou. Dans des déclarations ultérieures, la compagnie aérienne déclare qu'elle couvrirait les frais d'hospitalisation des survivants blessés et paierait 25 000 dollars américains aux proches de chacun des passagers décédés.
Deux jours après l'accident, US-Bangla Airlines suspend tout service vers Katmandou pour une durée indéterminée. La compagnie aérienne demande la reprise de ses opérations à Katmandou, en septembre 2018, dans l'intention de reprendre ses vols le 28 octobre, mais une source au sein de l'Autorité de l'aviation civile du Népal déclare qu'il est « hautement improbable » que l'approbation soit accordée en raison des nombreuses déclarations critiques sur l'exploitation de l'aéroport que les dirigeants de la compagnie aérienne ont faite après l'accident.
Peu de temps après l'accident, une agence de presse locale publie une vidéo prise par des habitants de Katmandou montrant l'avion volant très bas à proximité de l'aéroport. Au début de 2019, une deuxième vidéo fait surface qui montre des images de vidéosurveillance de l'aéroport. La deuxième vidéo montre l'avion manquant de peu des bâtiments et avions stationnés à l'aéroport, ainsi que les derniers instants du vol,.

## Enquête
Après l'accident, le gouvernement du Népal forme une commission d'enquête pour en déterminer la cause et les circonstances. La commission de six membres est également assistée du commandant Salahuddin Rahmatullah, chef du groupe d'enquête sur les accidents de l'Autorité de l'aviation civile du Bangladesh, et de Nora Vallée, enquêteur principal au Bureau de la sécurité des transports du Canada (BST), où l'avion a été fabriqué.
La commission publie un rapport préliminaire le 9 avril 2018,. Le rapport est un bref résumé de l'accident et indique notamment que l'avion a atterri à 1 700 mètres du seuil de la piste 20 en direction sud-ouest avant de quitter la piste. Il explique également que l'enregistreur phonique (CVR) et l'enregistreur des données de vol (FDR) ont été récupérés et envoyés au BST pour analyse avec d'autres composants de l'avion,,.
Le 27 août 2018, le journal népalais Kathmandu Post rapporte qu'une source a divulgué des détails de l'enquête officielle toujours en cours,. La source a déclaré que la commission prévoyait d'attribuer la responsabilité de l'accident au commandant de bord Abid Sultan, lequel fumait continuellement dans le poste de pilotage, avait menti à la tour de contrôle pendant l'atterrissage et avait eu un comportement erratique durant le vol,. La compagnie aérienne et le représentant du Bangladesh à la commission ont rejeté le rapport du journal comme « sans fondement », déclarant que l'histoire était remplie de fausses informations, destinées à donner une mauvaise image de la compagnie aérienne et de ses employés.
Le rapport final d'enquête est publié le 27 janvier 2019. Il conclut que la désorientation du pilote et le manque de conscience de la situation ont conduit à l'accident,,.

« Lorsque nous avons analysé la conversation sur l'enregistreur phonique, il était clair pour nous que le commandant souffrait d'un stress mental sévère. Il semblait également fatigué par manque de sommeil – il pleurait à plusieurs reprises. »

— Aircraft Accident Investigation Commission
Le rapport montre également que le commandant Sultan a fait de multiples déclarations abusives à l'égard d'une jeune pilote qu'il avait formée et qui avait mis en doute sa réputation d'instructeur. Leur relation a été un sujet de discussion majeur tout au long du vol,. Il a également évoqué une rumeur selon laquelle lui-même et la stagiaire-pilote s'étaient livrés à une liaison extraconjugale, ce qui l'avait contraint à démissionner de la compagnie aérienne. En disant cela, il a pleuré et s'est demandé à haute voix où il pourrait trouver un autre emploi et a déclaré qu'il avait été tellement inquiet qu'il n'avait pas dormi la nuit précédente. Les enregistrements montrent que Prithula Rashid, la copilote, qui effectuait son premier vol à Katmandou, a montré son intérêt à apprendre à chaque étape du vol, a écouté passivement l'histoire du commandant de bord tout au long du vol, sans y être vraiment intéressée.
Le seul représentant bangladais faisant partie du groupe d'enquête a critiqué publiquement le rapport final, affirmant qu'il omettait le fait que les contrôleurs aériens de l'aéroport n'avaient pas correctement exécuté leurs tâches. Il a déclaré que les contrôleurs auraient pu fournir une assistance à la navigation aux pilotes une fois qu'il était devenu évident qu'ils étaient désorientés, mais ils ne l'ont pas fait. Il a affirmé que si les contrôleurs l'avaient fait, l'accident aurait pu être évité.

## Médias
L'accident a fait l'objet d'un épisode dans la série télévisée Air Crash nommé « Défaillance à Katmandou » (saison 21 - épisode 6).

### Rapport final, Aircraft Accident Investigation Commission, 2019
1. ↑  AAIC 2019, p. 6.
2. ↑  AAIC 2019, p. 6-7.
3. ↑  AAIC 2019, p. 1.
4. 1 2 3  AAIC 2019, p. 24.
5. 1 2 3 4 5  AAIC 2019, p. 25.
6. 1 2  AAIC 2019, p. 25-26.
7. 1 2 3  AAIC 2019, p. 26.
8. 1 2 3 4 5 6  AAIC 2019, p. 27.
9. 1 2  AAIC 2019, p. 28.
10. 1 2  AAIC 2019, p. 29.
11. 1 2  AAIC 2019, p. 4.
12. ↑  AAIC 2019, p. 5.
13. ↑  AAIC 2019, p. 5, 31.
14. 1 2  AAIC 2019, p. 15.
15. ↑  AAIC 2019, p. 5, 33.
16. ↑  AAIC 2019, p. 22.
17. ↑  AAIC 2019, p. 15-16.
18. 1 2  AAIC 2019, p. 16.
19. ↑  AAIC 2019, p. Foreword, vue 2.
20. ↑  AAIC 2019, p. 40.

### Autres sources
1. 1 2  (en) Reazul Bashar et Golam Mujtaba Dhruba, « US-Bangla plane crash: New details shed light on confusions at Kathmandu airport » [« Accident d'avion US-Bangla : de nouveaux détails éclairent les confusions à l'aéroport de Katmandou »], sur bdnews24.com, 13 mars 2018 (consulté le 14 décembre 2020).
2. ↑  (en) Aviation Safety Network, « DHC-8-400 Statistics », sur aviation-safety.net (consulté le 14 décembre 2020).
3. 1 2  PlaneSpotters, « S2-AGU US-Bangla Airlines Bombardier DHC-8-400 », sur www.planespotters.net (consulté le 14 décembre 2020).
4. ↑  (en) JetPhotos (photogr. M. Azizul Islam), « Photo of S2-AGU - Bombardier Dash 8-Q402 - US-Bangla Airlines », sur www.jetphotos.com, 23 septembre 2014 (consulté le 14 décembre 2020).
5. ↑  (en) Aviation Safety Network, « Accident description - US-Bangla Airlines 211 », sur aviation-safety.net (consulté le 14 décembre 2020).
6. ↑  (en) Simon Hradecky, « Incident: US-Bangla DH8D at Saidpur on Sep 4th 2015, runway excursion after landing » [« Incident : US-Bangla DH8D à Saidpur le 4 septembre 2015, sortie de piste après l'atterrissage »], sur avherald.com, 4 septembre 2015 (consulté le 14 décembre 2020).
7. ↑  (en) Nepali Times (photogr. Bishnu Sapkota), « US-Bangla plane crashes at TIA » [« Un avion de US-Bangla s'écrase à l'aéroport de Katmandou »], sur www.nepalitimes.com, 12 mars 2018 (consulté le 14 décembre 2020).
8. ↑  (en) Shariful Islam, « Tribhuvan International Airport: The hellish gateway to Himalayan havens » [« Aéroport international de Tribhuvan : la porte infernale des paradis himalayens »], sur www.dhakatribune.com, Dhaka Tribune, 23 mars 2018 (consulté le 14 décembre 2020).
9. 1 2 3 4 5  (en) Kunda Dixit, « 1 year after US-Bangla crash, fingers point to pilot » [« Un an après l'accident de US-Bangla, les doigts pointent vers les pilotes »], sur www.nepalitimes.com, Nepali Times, 8 mars 2019 (consulté le 14 décembre 2020).
10. 1 2 3 4 5  (en) The Kathmandu Post et Asia News Network, « US-Bangla pilot was mentally stressed, reckless: Nepali probe report » [« Le pilote de US-Bangla était mentalement stressé, imprudent : rapport d'enquête népalais »], sur www.thedailystar.net, The Daily Star (Bangladesh), 27 août 2018 (consulté le 14 décembre 2020).
11. ↑  Le Monde, Agence France-Presse, Associated Press et Reuters, « Népal : au moins 49 morts dans le crash d’un avion de ligne près de l’aéroport de Katmandou », sur www.lemonde.fr, Le Monde, 12 mars 2018 (consulté le 14 décembre 2020).
12. 1 2 3  (en) Simon Hradecky, « Accident: US-Bangla DH8D at Kathmandu on Mar 12th 2018, landed across the runway and fell down slope » [« Accident : US-Bangla DH8D à Katmandou le 12 mars 2018, a atterri sur la piste et est tombé dans une pente »], sur avherald.com, 12 mars 2018 (consulté le 14 décembre 2020).
13. ↑  (en) « US-Bangla airlines plane crashed at Kathmandu airport, Nepal » [« Un avion de US-Bangla Airlines s'écrase à l'aéroport de Katmandou, au Népal »], sur www.airlive.net, 12 mars 2018 (consulté le 14 décembre 2020).
14. 1 2 3  (en) Chris Kitching, « Passenger plane bursts into flames after crashing as it tried to land at Kathmandu airport killing at least 50 » [« Un avion de passagers prend feu après s'être écrasé alors qu'il tentait d'atterrir à l'aéroport de Katmandou, tuant au moins 50 personnes »], sur www.mirror.co.uk, The Daily Mirror, 12 mars 2018 (consulté le 14 décembre 2020).
15. ↑  (en) Indian Express Limited, « Nepal plane crash highlights: Bangladesh aircraft catches fire at Kathmandu airport, over 50 feared dead » [« Accident d'avion au Népal : un avion du Bangladesh prend feu à l'aéroport de Katmandou, plus de 50 morts »], sur indianexpress.com, 13 mars 2018 (consulté le 14 décembre 2020).
16. ↑  (en) BBC News, « Nepal air crash: 49 dead as plane veers off Kathmandu runway » [« Accident aérien au Népal : 49 morts alors qu'un avion dévie de la piste de Katmandou »], sur www.bbc.com, 12 mars 2018 (consulté le 14 décembre 2020).
17. 1 2 3 4 5 6  (en) Binaj Gurubacharya (Associated Press), « Nepal plane crash came after confused chatter between pilot and airport » [« Un accident d'avion au Népal est survenu après des discussions confuses entre le pilote et l'aéroport »], sur www.pbs.org, Public Broadcasting Service, 13 mars 2018 (consulté le 14 décembre 2020).
18. ↑  (en) The Edition (photogr. Agence France-Presse), « Maldivian doctor suffers spinal fracture in Nepal plane crash » [« Un médecin maldivien souffre d'une fracture de la colonne vertébrale après l'accident d'avion au Népal »], sur edition.mv, 13 mars 2018 (consulté le 14 décembre 2020).
19. ↑  (en) Manveena Suri et Sugam Pokharel, « 49 dead in plane crash at Nepal's Kathmandu airport » [« Népal : 49 morts dans un accident d'avion à l'aéroport de Katmandou »], sur edition.cnn.com, CNN, 12 mars 2018 (consulté le 14 décembre 2020).
20. ↑  (en) Gopal Sharma et Ruma Paul, « After deadly Nepal crash, Bangladeshi airline defends pilots » [« Après un accident mortel au Népal, la compagnie aérienne bangladaise défend les pilotes »], sur www.reuters.com, Reuters, 13 mars 2018 (consulté le 14 décembre 2020).
21. ↑  (en) Neil Connor, « Confusion over path of plane blamed for Nepal crash which killed 49 » [« Confusion sur la trajectoire de l'avion accusé du crash au Népal qui a fait 49 morts »], sur www.telegraph.co.uk, The Daily Telegraph, 13 mars 2018 (consulté le 14 décembre 2020).
22. ↑  (en) Arifur Rahman Rabbi, « CAAB chairman: Nobody forced US-Bangla pilot Abid to fly » [« Président du CAAB : Personne n'a forcé le pilote de l'US-Bangla, Abid, à voler »], sur www.dhakatribune.com, Dhaka Tribune, 14 mars 2018 (consulté le 14 décembre 2020).
23. 1 2 3  (en) « US-Bangla crash: Death of Pilot Abid Sultan, 3 other cabin crew confirmed » [« Accident de US-Bangla : décès du pilote Abid Sultan, et de 3 autres membres d'équipage de cabine confirmés »], sur www.thedailystar.net, The Daily Star (Bangladesh), 13 mars 2018 (consulté le 14 décembre 2020).
24. 1 2  (en) « A life cut short » [« Une vie coupée court »], sur www.thedailystar.net, The Daily Star (Bangladesh), 14 mars 2018 (consulté le 14 décembre 2020).
25. ↑  Jérôme Renaud, « Un Bombardier Q400 de US-Bangla Airlines s'écrase à Katmandou », sur laerien.fr, L'Aérien, 12 mars 2018 (consulté le 14 décembre 2020).
26. 1 2  (en) Jeffrey Gettleman (photogr. Narendra Shrestha), « ‘Save Me, Save Me’: Scores Dead in Plane Crash in Nepal », sur www.nytimes.com, The New York Times, 12 mars 2018 (consulté le 14 décembre 2020).
27. 1 2  (en) « 49 dead in US-Bangla plane crash at Kathmandu airport » [« 49 morts dans un accident d'avion de US-Bangla à l'aéroport de Katmandou »], sur kathmandupost.com, The Kathmandu Post, 13 mars 2018 (consulté le 14 décembre 2020).
28. ↑  (en) Binaj Gurubacharya et Associated Press, « Nepal plane crash survivors say it's a miracle they're alive » [« Les survivants d'un accident d'avion au Népal disent que c'est un miracle qu'ils sont en vie »], sur www.ctvnews.ca, CTV News, 14 mars 2018 (consulté le 14 décembre 2020).
29. ↑  François Duclos, « Crash de US-Bangla Airlines au Népal : au moins 49 morts », sur www.air-journal.fr, Air Journal, 13 mars 2018 (consulté le 14 décembre 2020).
30. ↑  (en) « Cause of Crash: US-Bangla, Tribhuvan at loggerheads » [« Cause de l'accident : US-Bangla, Tribhuvan en désaccord »], sur www.thedailystar.net, The Daily Star (Bangladesh), 17 mars 2018 (consulté le 14 décembre 2020).
31. ↑  Agence France-Presse, « Crash d'avion au Népal: les communications radio au cœur de l'enquête », sur www.lepoint.fr, Le Point, 13 mars 2018 (consulté le 14 décembre 2020).
32. ↑  (ne + en) [vidéo] AP Archive, « US Bangla Airlines CEO says air traffic control may be to blame », sur YouTube, 17 mars 2018.
33. ↑  (ne + en) [vidéo] AP Archive, « US-Bangla manager calls for fair investigation into plane crash », sur YouTube, 18 mars 2018.
34. 1 2  (en) Sharif Khiam, « Nepal Authorities Pull Black Box from Crashed Bangladeshi Airliner » [« Les autorités népalaises retirent la boîte noire de l'avion de ligne bangladais écrasé »], sur www.benarnews.org, 13 mars 2018 (consulté le 14 décembre 2020).
35. 1 2  (en) « US-Bangla applies for TIA slot after crash » [« US-Bangla demande une place à Katmandou après l'accident »], sur kathmandupost.com, The Kathmandu Post, 27 septembre 2018 (consulté le 14 décembre 2020).
36. 1 2 3  (en) « Video shows US Bangla plane crashing at TIA » [« Une vidéo montre l'avion de US-Bangla s'écraser à Katmandou »], sur kathmandupost.com, The Kathmandu Post, 6 avril 2019 (consulté le 14 décembre 2020).
37. ↑  (en) [vidéo] « US Bangla plane crash cctv footage at Kathmandu Airport », sur YouTube.
38. 1 2 3 4  (en) « US-Bangla flight 211 probe report: Nepal, Bangladesh investigators differ on crash cause » [« Rapport d'enquête du vol US-Bangla 211 : les enquêteurs du Népal et du Bangladesh divergent sur la cause de l'accident »], sur www.dhakatribune.com, Dhaka Tribune, 28 janvier 2019 (consulté le 14 décembre 2020).
39. 1 2 3  (en) Aircraft Accident Investigation Commission, Preliminary Report on the Aircraft Accident at Tribhuvan International Airport, Kathmandu, Nepal on 12 March, 2018; Flight UBG 211 (Callsign Bangla Star 211), Aircraft Registration S2-AGU, Type DHC-8 Q 400, MSN 4041, Sector Dhaka to Kathmandu, Owned and Operated by US Bangla Airlines Ltd of Bangladesh [« Rapport préliminaire sur l'accident d'avion à l'aéroport international de Tribhuvan, Katmandou, Népal, le 12 mars 2018 ; Vol UBG 211 (indicatif d'appel Bangla Star 211), immatriculation d'aéronef S2-AGU, type DHC-8 Q 400, MSN 4041, secteur Dhaka à Katmandou, détenu et exploité par US Bangla Airlines Ltd du Bangladesh »], Katmandou, Government of Nepal, Civil Aviation Authority of Nepal, 9 avril 2018, 5 p. (lire en ligne [PDF]).
40. ↑  « Crash de US-Bangla au Népal : les boites noires ont été récupérées », sur laerien.fr, L'Aérien, 13 mars 2018 (consulté le 14 décembre 2020).
41. 1 2 3  (en) Sangam Prasain, « EXCLUSIVE: US-Bangla pilot was mentally stressed and reckless » [« Exclusif : le pilote de US-Bangla était mentalement stressé et imprudent »], sur kathmandupost.com, The Kathmandu Post, 27 août 2018 (consulté le 14 décembre 2020).
42. ↑  CNews (photogr. Prakash Mathema), « Népal : Un crash d'avion provoqué par le comportement du pilote ? », sur www.cnews.fr, 28 août 2018 (consulté le 14 décembre 2020).
43. ↑  François Duclos, « Crash au Népal en mars dernier : un pilote accablé », sur www.air-journal.fr, Air Journal, 28 août 2018 (consulté le 14 décembre 2020).
44. ↑  (en) « Nepalese investigators say pilot in US-Bangla plane crash was stressed, reckless » [« Des enquêteurs népalais affirment que le pilote de l'accident d'avion de US-Bangla était stressé, imprudent »], sur bdnews24.com, 27 août 2018 (consulté le 14 décembre 2020).
45. ↑  (en) Associated Press, « Disoriented pilot, bad runway approach cited in Nepal crash » [« Pilote désorienté, mauvaise approche de piste cité dans l'accident au Népal »], sur apnews.com, 28 janvier 2019 (consulté le 14 décembre 2020).
46. ↑  (en) Bhadra Sharma (photogr. Narendra Shrestha), « Pilot in Nepal Plane Crash Had an ‘Emotional Breakdown,’ Officials Say » [« Le pilote dans l'accident d'avion au Népal a connu une « crise émotionnelle », disent les officiels »], sur www.nytimes.com, The New York Times, 28 janvier 2019 (consulté le 14 décembre 2020).
47. 1 2 3  (en) « 1 year on from US-Bangla crash: New evidence suggests pilot was unstable » [« Un an après l'accident de US-Bangla : de nouvelles preuves suggèrent que le pilote était instable »], sur www.dhakatribune.com, Dhaka Tribune, 17 mars 2019 (consulté le 14 décembre 2020).
48. ↑  (en) Internet Movie Database, « Dangers dans le ciel : Meltdown over Kathmandu », sur www.imdb.com (consulté le 16 mai 2021).

### Rapport préliminaire
- (en) Aircraft Accident Investigation Commission, Preliminary Report on the Aircraft Accident at Tribhuvan International Airport, Kathmandu, Nepal on 12 March, 2018; Flight UBG 211 (Callsign Bangla Star 211), Aircraft Registration S2-AGU, Type DHC-8 Q 400, MSN 4041, Sector Dhaka to Kathmandu, Owned and Operated by US Bangla Airlines Ltd of Bangladesh [« Rapport préliminaire sur l'accident d'avion à l'aéroport international de Tribhuvan, Katmandou, Népal, le 12 mars 2018 ; Vol UBG 211 (indicatif d'appel Bangla Star 211), immatriculation d'aéronef S2-AGU, type DHC-8 Q 400, MSN 4041, secteur Dhaka à Katmandou, détenu et exploité par US Bangla Airlines Ltd du Bangladesh »], Katmandou, Government of Nepal, Civil Aviation Authority of Nepal, 9 avril 2018, 5 p. (lire en ligne [PDF]).

### Rapport final
- (en) Aircraft Accident Investigation Commission, Final Report on the Accident Investigation of US Bangla Airlines (UBG-211), Bombardier DHC-8-402, S2-AGU, at Tribhuvan International Airport, Kathmandu, Nepal on 12th March 2018 [« Rapport final d'enquête sur l'accident de US Bangla Airlines (UBG-211), Bombardier DHC-8-402, S2-AGU, à l'aéroport international de Tribhuvan, Katmandou, Népal, le 12 mars 2018 »] (rapport no 2075/10/13B.S.), Katmandou, Government of Nepal, Civil Aviation Authority of Nepal, 27 janvier 2019, x-43 (lire en ligne [PDF]).

### Vidéos
- (en) [vidéo] Times Now, « US-Bangla Airline Plane Crashes At Nepal's Kathmandu Airport », sur YouTube, 12 mars 2018.
- (en) [vidéo] Nagarik Network, « US-Bangla Airlines crashed in Kathmandu killing 49 », sur YouTube, 12 mars 2018.
- (en) [vidéo] DCnepal, « US-Bangla Airline Plane Crashes at TIA », sur YouTube, 12 mars 2018.
- (en) [vidéo] « US bangla BS211 Kathmandu ATC Recording Before Crash. (Captioned) », sur YouTube, 12 mars 2018.
- (ne + en) [vidéo] New China TV, « Survivor of Nepal plane crash: I am missing my friends and will continue our career », sur YouTube, 15 mars 2018.
- (en) [vidéo] AP Archive, « Strong images of plane debris at Kathmandu airport », sur YouTube, 17 mars 2018.
- (ne + en) [vidéo] AP Archive, « US Bangla Airlines CEO says air traffic control may be to blame », sur YouTube, 17 mars 2018.
- (ne + en) [vidéo] AP Archive, « US-Bangla manager calls for fair investigation into plane crash », sur YouTube, 18 mars 2018.
- [vidéo] aeronewstv, « Crash de US-Bangla Airlines : un pilote dépressif aux commandes », sur YouTube, 31 janvier 2019.
- (en) [vidéo] « US Bangla plane crash cctv footage at Kathmandu Airport », sur YouTube, 1er avril 2019.

### Lectures complémentaires
- (en) Sylvia Wrigley, « The Reckless Final Approach of US Bangla Flight 211 » [« L'approche finale imprudente du vol US-Bangla 211 »], sur fearoflanding.com (blog), 8 mars 2019 (consulté le 14 décembre 2020).
- (en) Linda Werfelman, « ‘Struggling to Find the Runway’ » [« « Lutte pour trouver la piste » »], sur flightsafety.org, Flight Safety Foundation, 28 mars 2019 (consulté le 14 décembre 2020).